# Kástron (ort i Grekland, Sydegeiska öarna, Kykladerna)
Kástron (Kastro) är en ort i Grekland.   Den ligger i prefekturen Kykladerna och regionen Sydegeiska öarna, i den sydöstra delen av landet, 140 km sydost om huvudstaden Aten. Kástron ligger 184 meter över havet och antalet invånare är 118. Den ligger på ön Sifnos.
Terrängen runt Kástron är huvudsakligen kuperad, men åt sydost är den platt. Havet är nära Kástron österut.  Närmaste större samhälle är Apollonía, 1,9 km väster om Kástron. 